# 響蓮
響 蓮（ひびき れん、2002年〈平成14年〉12月4日 - ）は、日本のAV女優。Bstar所属。

## 略歴
「令和最強のえろ娘」、「超新人級 史上最年少のセックス3冠王」の触れ込みで2023年4月にデビュー。なお、メーカー（kawaii*）側が名付けた異名「セックス三冠王」の内訳はパッケージや商品紹介では、すごい潮吹き!すごいエビ反り!すごい痙攣!の三冠の説明されており、週刊プレイボーイに取材されたメーカー広報は「かわいい、スタイルがいい、セックスがエロい」と説明している。
デビュー作は2023年3月27日週FANZA動画フロアランキングで1位。7月24日週および、7月31日週FANZAレンタルフロアランキングにて1位を記録。
また同作は2023年上半期にkawaii*で最も売れた作品に挙げられた。FANZAでのお気に入り数は2023年8月時点で5万に迫るものとなった。
2024年3月25日週FANZA動画フロアランキングにて、『終電逃して後輩家に泊まることに… 部屋着のトレーニングウェア姿と健康的な巨乳スリムボディに興奮し一晩中アスリート並みに貪り合った。 響蓮』（E-BODY）が10位ランクイン。
2024年7月29日週FANZA動画フロアランキングで同年4月発売の『見た目で選んだ俺の愛人はエグいほどドスケベ絶倫 ～チ●ポ欲しがり美女たちの奪い合い中出し性交～ 響蓮 設楽ゆうひ』（E-BODY）が3位にランクインした。

## 人物
- AV出演の動機はプライベートで体験したハメ撮りでものすごく興奮したこと[2]。

- 休みの日は昼から激安居酒屋で1人飲みをするヘビードランカー。デビュー作のインタビューシーンは居酒屋で撮影され、メガハイボールを頼んでいる[2]。kawaii*広報によると、デビュー作ラストチャプターでの3Pでの潮吹きシーンでは、水道管破裂したかのように吹いており、撮影段階でこれは売れると確信したという[3]。
- アルコールはウイスキー類のみ苦手にしており、ハイボールなどは飲めない。ビールは永久に飲める[9]。
- AVライターのくろがね阿礼は「絶頂するとき、ものすごくエビ反ることで有名」と特筆点を論じた[10]。

## 作品

### アダルトビデオ
2023年
- 超新人級 史上最年少のセックス3冠王 響蓮21歳 AVデビュー（4月4日、kawaii）
- 超新人級のセックス3冠王‘響蓮’が大好きなお酒とセックス禁止！！【禁酒×禁欲】生活を続けて1ヶ月後、死ぬほど仰け反ってぶっ壊れて最低10,000回イッた、大・大・大過激アクメ（5月2日、kawaii）[10][11]
- 超新人級のセックス3冠王、10,000cc超の潮。細くて可愛い娘のイクイク敏感ボディをノンストップでイジメ続けた結果…マゾ覚醒お漏らしオーガズム。 響蓮（6月6日、kawaii）
- イクイク敏感ボディがナマでイクッ！！ 超新人級のセックス3冠王さらなる飛躍 中出し解禁 響蓮（8月22日、本中）
- 【VR】超新人級 史上最年少のセックス3冠王 響蓮 VR解禁 響蓮（9月11日、kawaii）
- 超新人級のセックス3冠王‘響蓮’E-BODY専属決定 華奢美体が仰け反り返るほどのキメセク崩落超絶頂（9月19日、E-BODY）
- SEXするだけなら一番気持ち良い ハメたら即イッて潮吹く細くびれ巨乳の早漏女は俺の言いなり 響蓮（10月18日、E-BODY）
- 終電逃して後輩家に泊まることに… 部屋着のトレーニングウェア姿と健康的な巨乳スリムボディに興奮し一晩中アスリート並みに貪り合った。 響蓮（11月21日、E-BODY）
- 超エビ反りマゾ化拘束エステ 極細くびれ巨乳客を狙うイカセ技だけは超一流の卑劣施術師 響蓮（12月19日、E-BODY）

2024年
- 交わる体液、濃密セックス 完全ノーカットスペシャル 響蓮（1月23日、E-BODY）[12]
- 【VR】千円で起きた奇跡！ せんべろで意気投合した敏感スリム美女をお酒を言い訳にパコれたラッキースケベ体験VR 響蓮（2月25日、E-BODY）
- 同窓会NTR 華奢巨乳美女は久々に再会した絶倫元カレとの浮気性交に背徳感と共に大絶頂を繰り返す 響蓮（3月19日、	E-BODY）
- 見た目で選んだ俺の愛人はエグいほどドスケベ絶倫 ～チ●ポ欲しがり美女たちの奪い合い中出し性交～ 響蓮 設楽ゆうひ（4月26日、	E-BODY）
- 【VR】エッチ上達したくて風俗体験部を創設した設楽先輩と響先輩の練習台にされて発射無制限！逆3P体験 設楽ゆうひ、響蓮（4月27日、kawaii）
- 僕の彼女は会社の利益の為に枕営業命令 大嫌いな取引先社長にイカされ性奴●にされ鬱勃起 響蓮（5月27日、E-BODY）
- セックス3冠王 響蓮 遂にイキ壊れる。宙浮き痙攣絶頂×エビ反り×媚薬漬け 何でもありの10時間ノンストップFUCK（6月18日、E-BODY）
- セックス3冠王のすんごい華奢美尻とレベチな杭打ち騎乗位中出し 響蓮（7月16日、E-BODY）
- 華奢巨乳の現場監督をガテン系筋肉男たちが代わる代わる本気ピストン！ 休む間もなくイカされ続ける輪●送別会 響蓮（8月20日、E-BODY）
- 親不在の3日間、逆バニーにした妹に何度も何度も中出ししまくった！ 響蓮（9月17日、ムーディーズ）

### イメージビデオ
- ブルーフィルム 響蓮（2023年11月29日、Aircontrol）